# Home Credit Arena
La Home Credit Arena (anciennement Tipsport arena) est une salle multifonction de la ville de Liberec en République tchèque. Elle sert principalement de salle de basket-ball et de patinoire.

## Historique
La décision de construire une nouvelle salle multifonction dans la ville de Liberec a vu le jour lorsque le conseil municipal de la ville s'est penché sur la nécessité de rénover le stade qui existait alors. Devant l'ampleur des travaux nécessaires, il a été décidé qu'il conviendrait de construire une nouvelle salle.
En 2003, le conseil municipal a voté la faisabilité du projet et décidé de lancer une campagne de financement. Finalement, la construction de la salle est terminée le 23 juin 2005. Le bâtiment repose sur une surface de 27 069 m²
Depuis, la salle accueille les matchs des équipes locales de hockey et de basket : le HC Bílí Tygři Liberec et le BK Kondoři Liberec mais également les concerts en ville et autres animations.
L'édition 2008 du championnat du monde junior verra ses matchs du groupe B ainsi que les matchs éliminatoires se jouer dans la salle. Dans le même temps, les matchs du groupe A et les matchs des phases finales se joueront dans la patinoire ČEZ Arena de Pardubice.

## Événements
- Championnat du monde junior de hockey sur glace 2008
- Championnats du monde de ski nordique 2009

## Galerie

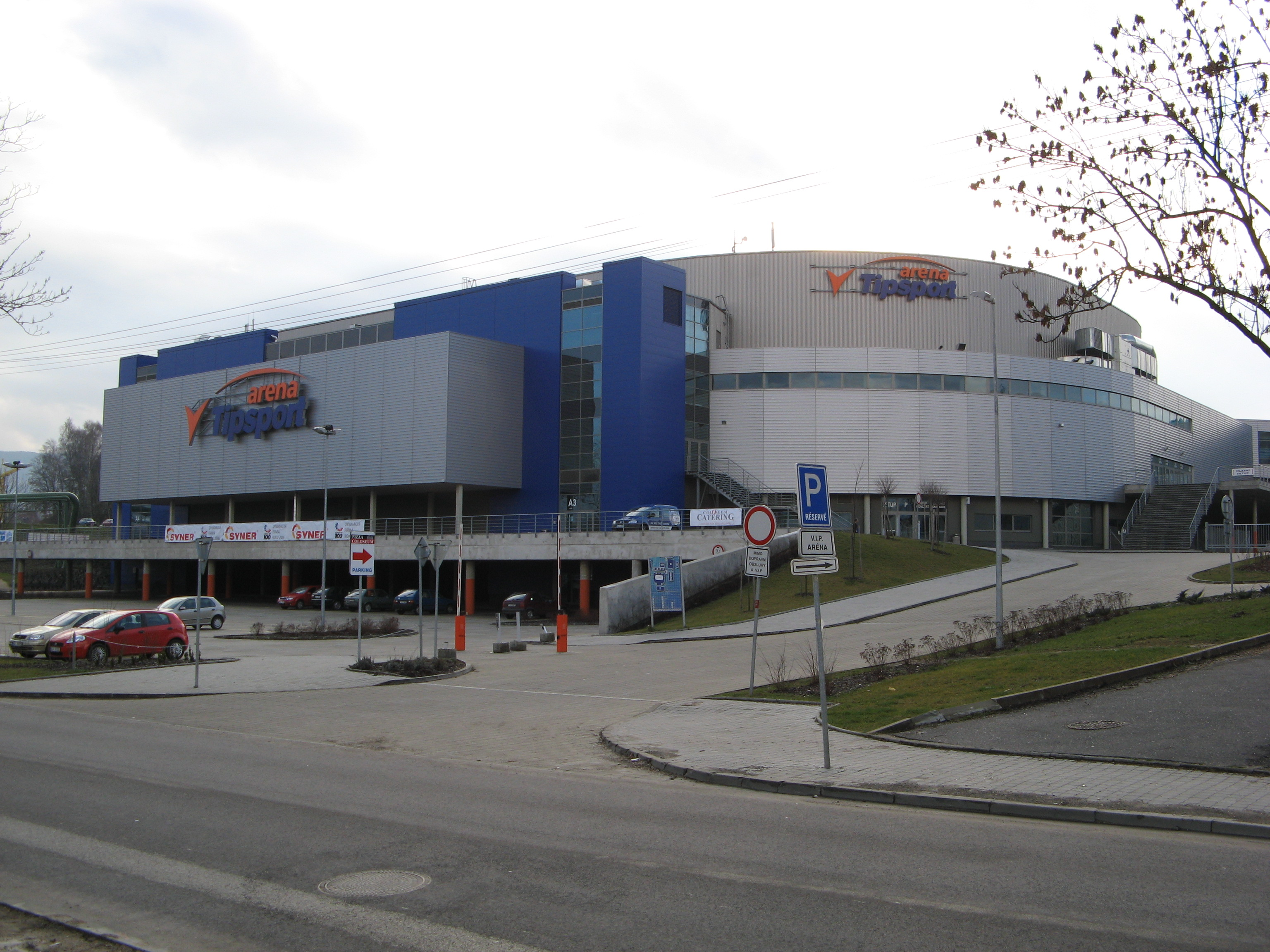
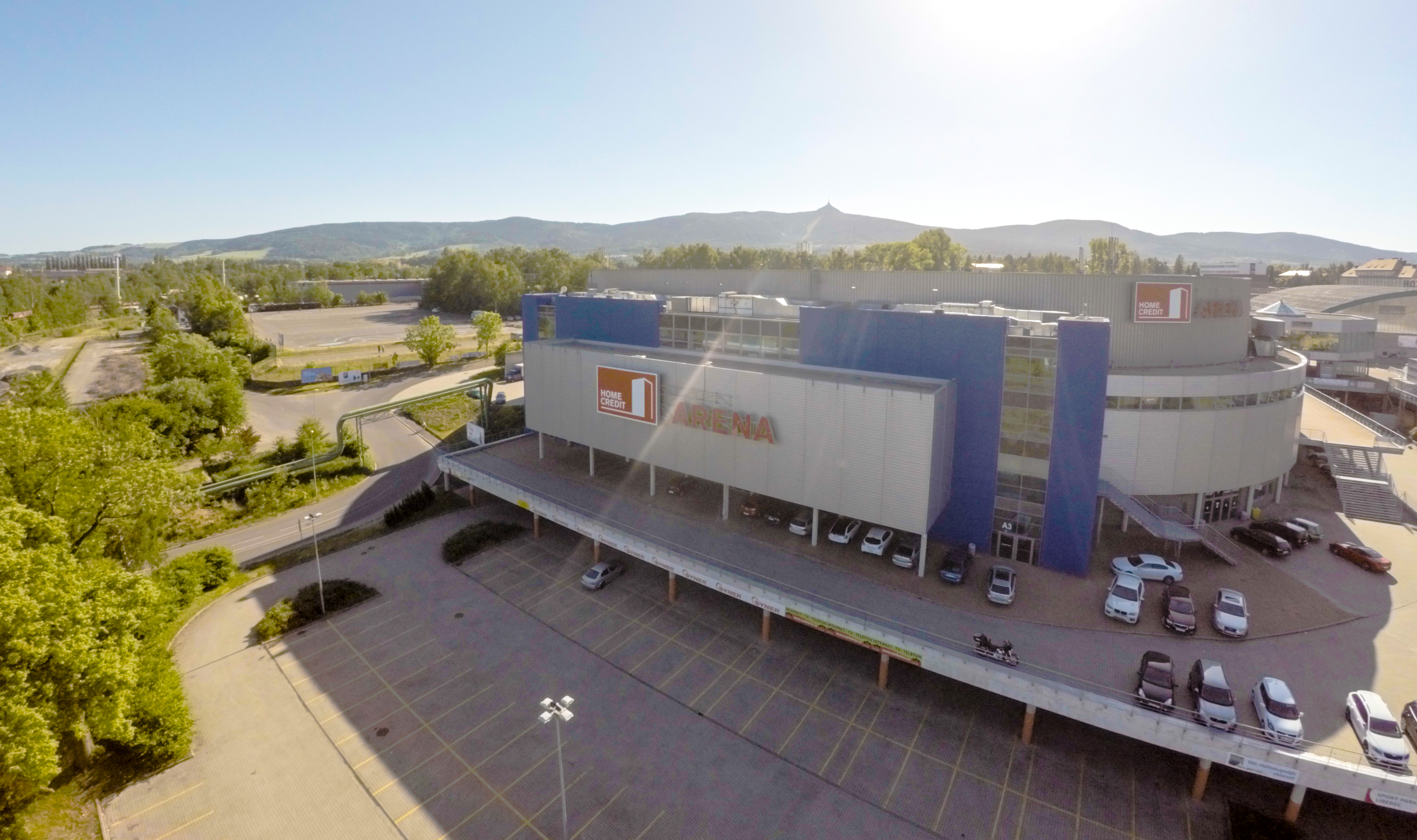